# Locomotive à vapeur type 9P
La locomotive à vapeur type 9p soviétique produite entre 1935 et 1951, à environ 3000 exemplaires. Il s'agit de l'une des dernières motrices à vapeur de l'URSS.

## Historique
L construction s'est faite dans plusieurs usines : l'Usine de locomotive de Kolomna (ru), l'Usine de locomotive électrique de Novotcherkassk (ru), l'Usine de locomotive électrique de Novotcherkassk (ru), l'Atelier de génie mécanique de Mourom (ru)